# Drużynowe Mistrzostwa Polski w Podnoszeniu Ciężarów Mężczyzn 2020
Drużynowe Mistrzostwa Polski w Podnoszeniu Ciężarów Mężczyzn 2020 – 54. edycja rozgrywek ligowych w podnoszeniu ciężarów, rozgrywana w 2020 roku.

## Klasyfikacja
| Msc. | Klub                        | Wynik   |
| ---- | --------------------------- | ------- |
| 1.   | Budowlani Opole             | 5755,52 |
| 2.   | Impuls Warszawa             | 5460,03 |
| 3.   | Mazovia Ciechanów           | 5021,51 |
| 4.   | Budowlani Nowy Tomyśl       | 4987,81 |
| 5.   | Górnik Polkowice            | 4892,72 |
| 6.   | Polwica Wierzbno            | 4836,33 |
| 7.   | UMLKS Radomsko              | 4746,29 |
| 8.   | KS Raszyn                   | 4738,88 |
| 9.   | Tytan Oława                 | 4658,29 |
| 10.  | Lechia Sędziszów Małopolski | 4456,31 |